# خانم وینتربورن
«خانم وینتربورن» (انگلیسی: Mrs. Winterbourne) یک فیلم آمریکایی در سبک کمدی رمانتیک، جنایی، و کمدی-درام به کارگردانی ریچارد بنجامین است که در سال ۱۹۹۶ منتشر شد.

## موضوع فیلم
«کانی دویل» ۱۸ ساله و حامله است. زمانی که دوست پسرش او را پس می‌زند، به صورت تصادفی سوار قطاری می‌شود که آنجا با «هیو وینتربورن» و «پاتریشا» همسرش که او هم حامله است، آشنا می‌شود، تا اینکه «کانی» به خانه آنها می‌رود و بردار «هیو» را می‌بیند و عاشقش می‌شود و…

## بازیگران
- شرلی مک‌لین
- ریکی لیک
- برندن فریزر
- میگل ساندووال
- جین کراکوسکی
- پائولا پرتیز
- دبرا مانک
- لورن دین